# Archidiocèse de Pérouse-Città della Pieve
L'archidiocèse de Pérouse-Città della Pieve (en latin : Archidioecesis Perusina-Civitatis Plebis ; en italien : Arcidiocesi di Perugia-Città della Pieve) est un archidiocèse métropolitain de l'Église catholique d'Italie appartenant à la région ecclésiastique d'Ombrie.

## Territoire
L'archidiocèse comprend une partie de la province de Pérouse ; l'autre partie de cette province étant partagée par l'archidiocèse de Spolète-Norcia et le diocèse d'Orvieto-Todi, ainsi que par ses suffragants que sont les diocèses d'Assise-Nocera Umbra-Gualdo Tadino, de Foligno, de Gubbio et de Città di Castello. Il a sous sa juridiction la commune de Monteleone d'Orvieto qui est dans la province de Terni. L'autre partie de la province de Terni est géré par l'archidiocèse de Spolète-Norcia et dans les diocèses d'Orvieto-Todi et de Terni-Narni-Amelia. Son territoire a une superficie de 1 900 km2 divisé en 154 paroisses regroupées en 7 archidiaconés. L'évêché est situé à Pérouse où se trouve la cathédrale saint Laurent ainsi que le monastère de la Bienheureuse Colombe qui garde le corps de Colombe de Rieti. La cathédrale des Saints-Gervais-et-Protais de Città della Pieve est cocathédrale depuis la fusion en 1986 du diocèse de Città della Pieve avec l'archidiocèse de Pérouse. L'archidiocèse possède trois basiliques mineures : la basilique Saint-Dominique de Pérouse qui conserve les reliques du bienheureux Benoît XI, premier pape dominicain ; la basilique Saint-Constance et la basilique du Saint-Sauveur de l'abbaye de Montecorona.

## Histoire
L'archidiocèse actuel est né le 30 septembre 1986 de l'union de l'archidiocèse de Pérouse et du diocèse de Città della Pieve par le décret Instantibus votis de la congrégation pour les évêques.

### Archidiocèse de Pérouse
Selon la tradition, le diocèse de Pérouse est érigé au IIe siècle. Le premier évêque attesté par la tradition hagiographique et le Martyrologe hiéronymien est Constance, dont l'épiscopat repose sur une tradition assez sérieuse selon Lanzoni (it). Cependant, le premier évêque dont il existe une certaine confirmation historique est Maximien (ou Maximilien) qui participe aux conciles organisés par le pape Symmaque entre la fin du Ve  et le début du  VIe siècle ; Herculan lui succède, il est tué par Totila entre 548 et 549. L'emplacement de l'ancienne cathédrale de Pérouse est incertain et discuté. La tradition la situe près de l'église extra-urbaine de San Pietro, lieu de sépulture de l'évêque Herculan ; plus récemment, on la situe à l'intérieur des murs de la ville, près de l'ancienne église disparue de San Giovanni Rotondo, où un sarcophage chrétien de la fin du IVe siècle est découvert, ce qui est encore la plus ancienne preuve archéologique de la présence du christianisme à Pérouse.
Au Xe siècle, à l’époque de l’évêque Honeste, les reliques de saint Herculan sont transférées dans la nouvelle cathédrale dédiée à saint Laurent, sur le site de l’église actuelle. L'ancienne église de San Pietro devient le siège d'un important monastère bénédictin, fondé par l'abbé Pietro vers 965. Le monastère de Santa Maria di Val di Ponte (Montelabbate) et le monastère camaldule de San Salvatore di Monteacuto (ou Montecorona) voient également le jour au cours de cette période. Entre le XIe  et le début du  XIIe siècle, le chapitre de la cathédrale, composé principalement de membres de la noblesse, joue un rôle central dans la vie de Pérouse et prend de l'importance grâce à l'acquisition d'un patrimoine remarquable et à la juridiction patronale de plusieurs églises. Ce qui contribue à diminuer l'autorité de l'évêque, surtout que les autres monastères obtiennent, dans cette même période, l'exemption de la juridiction épiscopale ainsi que civile avec Pérouse.
Au XIIIe siècle, la cité est l'un des principaux partisans des guelfes. Elle accueille fréquemment les pontifes ; le pape Innocent III y meurt et y est enterré (1216) ainsi que le pape Martin IV ; entre 1216 et 1305 ont lieu à Pérouse les conclaves qui élisent Honorius III, Honorius IV, Célestin V et Clément V. Au cours de ce siècle, la ville et le diocèse voient la fondation de plusieurs couvents d'ordre mendiant, franciscains et dominicains, mais aussi augustins, servites de Marie et carmes ainsi que des monastères féminins de clarisses et de cisterciennes. En 1305, le dernier conclave a lieu à Pérouse, ce qui conduit à l'élection du pape Clément V, qui transfère le siège pontifical à Avignon. C'est ce pape qui donne l'autorisation de fonder l'université de Pérouse (le studium generale). En 1320, l'évêque Francesco Poggio célèbre un synode diocésain, dont le premier acte est pour réformer le clergé. En 1462, le premier mont-de-piété est créé.
Au début du XVIe siècle, lors de l'épiscopat du cardinal Agostino Spinola, le chapitre de la cathédrale de Pérouse, qui avait adopté la règle de saint Augustin à partir du XIIe siècle, est laïcisé. En 1564, Fulvio Giulio della Corgna institue officiellement le séminaire diocésain, créé depuis 1559 par un prêtre et un laïc, et célèbre le premier synode post-tridentin. Mgr Napoléon Comitoli (1591-1624) est un représentant de l’activité pastorale post-tridentine, pour les nombreux synodes qu'il organise, le soin de la liturgie et la promotion du culte des saints locaux. La présence et la propagation des confréries est également significative ; rien qu'à Pérouse, il y en avait presque quarante à la fin du XVIe siècle.
Le 27 mars 1882, par la bulle Universae Ecclesiae, Pérouse est élevé au rang d'archidiocèse immédiatement soumis au Saint-Siège par le pape Léon XIII, qui en fut l'évêque de 1846 à 1878. Le pape dirige l’Église de Pérouse en temps de crise politique, en soutenant fermement les institutions ecclésiastiques et promulguant d’importantes lettres pastorales pour guider le clergé et les habitants. Il effectue sept visites pastorales, réforme le séminaire et fonde l'académie de Saint-Thomas. Il promeut l'éducation des femmes et la dévotion à la Madone de la Grâce dans la cathédrale et à la Madone de la Miséricorde dans le nouveau sanctuaire de Ponte della Pietra. Au début du XXe siècle, l’archidiocèse connaît une crise profonde lorsque, après une visite apostolique, le directeur et le vice-recteur du séminaire ont été accusés d’avoir suivi les idées du modernisme et renvoyés de leurs fonctions; le même séminaire est fermé et l'évêque Dario Mattei Gentili est contraint de démissionner en 1910.
Le 15 août 1972, l'archidiocèse de Pérouse est élevé au rang de siège métropolitain par la bulle Animorum utilitati du pape Paul VI et les diocèses d'Assise, de Città di Castello, de Città della Pieve, de Gubbio, de Foligno et de Nocera Umbra et Gualdo Tadino sont affectés à la nouvelle province ecclésiastique.

### Diocèse de Città della Pieve
Le diocèse de Città della Pieve est érigé le 25 septembre 1600 par la bulle In supereminenti du pape Clément VIII. Par la bulle Super universas du 9 novembre 1601, le pontife définit les possessions et les limites du diocèse, séparé de celui de Chiusi, et établit le chapitre de chanoines. Le premier évêque, Angelo Angelotti, décède l'année de son élection sans être consacré ; la mort de Clément VIII et de son successeur, Léon XI, retarde la nomination et la consécration du premier évêque, Fabrizio Paolucci, qui n'a lieu qu'en 1605.
Le diocèse est petit et doté de peu de revenus, à tel point que les premiers évêques doivent investir dans leurs avoirs personnels afin de doter le diocèse de structures nécessaires à l'action pastorale. Mgr Fabrizio Paolucci (1605-1625) fonde le séminaire épiscopal, qui mène une vie irrégulière jusqu'à la réforme opérée par Giovanni Evangelista Stefanini entre 1771 et 1775. Riginaldo Lucarini (1643-1671) engage les ressources familiale pour agrandir la cathédrale, établir la bibliothèque publique et renforcer le réseau d'institutions d'assistance et de charité.
Parmi les évêques de Pievesi, on peut citer Giuseppe Angelucci, qui dirige le diocèse pendant presque toute la première moitié du XXe siècle (1910-1949). Partisan convaincu du gouvernement fasciste, il appuie toutes ses initiatives impliquant le clergé de l'archidiocèse. À la fin de la guerre, il s'attaque à l'idéologie communiste, imposant aux prêtres des paroisses de respecter scrupuleusement les dispositions de Pie XII en ce domaine.
Le 15 août 1972, le diocèse de Città della Pieve, jusqu'alors immédiatement soumis au Saint-Siège, devient suffragant de l'archidiocèse de Pérouse. En 1973, pour faire coïncider les frontières du diocèse avec celles de la province, le diocèse de Città della Pieve cède les paroisses de Camporsevoli et de San Lazzaro alle Piazze de la municipalité de Cetona au diocèse de Chiusi et Pienza ainsi que le territoire de la frazione de Trevinano de la municipalité d'Acquapendente au diocèse d'Acquapendente (it) dans le Latium. Pour la même raison, en 1977, la paroisse toscane de Santa Fiora et celles de ses deux hameaux, Bagnolo et Bagnore, passent au diocèse de Sovana-Pitigliano. Au moment de l'union avec l'archidiocèse de Pérouse, le diocèse de Città della Pieve comprend les municipalités de Città della Pieve, Piegaro, Panicale, Paciano, Castiglione del Lago et Monteleone d'Orvieto.

### Archidiocèse de Pérouse-Città della Pieve
Le 3 juin 1977, Ferdinando Lambruschini, déjà archevêque de Pérouse, est également nommé évêque de Città della Pieve, unissant ainsi les deux sièges in persona episcopi. Le 30 septembre 1986, les deux juridictions ecclésiastiques sont pleinement unis par le décret Instantibus votis de la congrégation pour les évêques et l'archidiocèse prend son nom actuel.

## Sources
- (en) Catholic-Hierarchy

- (it) Cet article est partiellement ou en totalité issu de l’article de Wikipédia en italien intitulé « Arcidiocesi di Perugia-Città della Pieve » (voir la liste des auteurs).
- (la) Décret Instantibus votis, AAS 79 (1987), p.  761-764

### Articles liés
- Liste des diocèses et archidiocèses d'Italie
- Église catholique en Italie